# Gayelord Hauser
Dr. Benjamin Gayelord Hauser (Helmut Eugen Benjamin Gellert Hauser) (*17 de mayo de 1895, Tübingen, Alemania-† 26 de diciembre de 1984, Hollywood California) conocido popularmente como Gayelord Hauser, fue un nutricionista germano-estadounidense impulsor del "modo natural de alimentación" enfatizado en alimentos ricos en vitamina B y en el bajo consumo de harinas y azúcares refinados. Fue nutricionista de celebridades de Hollywood y la realeza, aunque muy combatido por los médicos ya que recetaba sin haberse doctorado en medicina por lo que dejó de llamarse M.D. (medical doctor) y autodenominarse "asesor de nutrición".

## Biografía
Helmut Eugen Benjamin Gellert Hauser era hijo del maestro de escuela Christian Hauser y Agate Rothe. A los 16 años se mudó a Chicago con su hermano mayor, el pastor Otto Hauser y luego a Milwaukee. Según consta arribo a América en el SS George Washington,pasando por Ellis Island el 14 de agosto de 1911.
Sufrió de tuberculosis antes del advenimiento de los antibióticos y fue desahuciado. El naturista, Dr. Benedict Lust lo trató con medicina alternativa, su estado mejoró y fue a Suiza a experimentar con la ciencia de la comida (Nahrungswissenschaft) donde el monje Brother Maier, le recetó una dieta de crudos y hierbas que logró la remisión del mal.[cita requerida]
Hauser se convirtió en un experto en la ciencia de la comida estudiando en Viena, Zúrich, Dresde, y Copenhague.  Regresó a Estados Unidos abriendo una oficina en Chicago y realizando una gira promoviendo los cinco alimentos que aconsejaba: yogur, levadura de cerveza, leche descremada, germen de trigo, básicamente y melaza.  
Hauser continuó estudiando graduándose de naturopatía y quiropráctica uniéndose en 1925 a su cuñado Sebastián Gysin, en Milwaukee en comercializar industrialmente sus productos.
En 1927, Hauser se mudó a Hollywood, California, donde se hizo famoso gracias a sus clientes Adele Astaire,  Marlene Dietrich, Paulette Goddard, Gloria Swanson, y especialmente Greta Garbo además del Barón Philippe de Rothschild, Grace Kelly, Ingrid Bergman, Jeanne Moreau, y la Duquesa de Windsor.
Su sistema Harmonized Food Selection, with the Famous Hauser Body-Building System, continuó con Gaylord Hauser’s New Treasury of Secrets en 1974.
Se supone que estuvo ligado sentimentalmente a Greta Garbo quien le presentó a Frey Brown, un joven actor que dejó su carrera para luego ser el compañero de vida de Hauser. Garbo y su amiga Mercedes de Acosta pasaron temporadas en las residencias de la pareja en Los Ángeles, Palm Springs, e Italia.
En 1950 compró una villa en Letojanni, Taormina, donde vivió hasta 1979 cuando Frey murió. Regresó a Hollywood y murió de complicaciones por neumonía en 1984.

## Publicaciones
- Types and Temperaments with a Key to Foods (1930),
- Food Science and Health (1930),
- Child Feeding: Written for Mothers (1932),
- Keener Vision Without Glasses (1932),
- Here's How to Be Healthy (1934),
- Eat and Grow Beautiful (1939),
- New Health Cookery (1939),
- Dictionary Of Foods (1939),
- A Training Course In Health-Eating (1940),
- Diet Does It (1944),
- Better Eyes Without Glasses (1944),
- The Gayelord Hauser Cook Book (1946),
- Look Younger, Live Longer (1950),
- Be Happier, Be Healthier (1952),
- Diet Does It: Incorporating the Gayelord Hauser Cook Book (1952),
- Gayelord Hauser's New Guide to Intelligent Reducing (1955),
- Mirror, Mirror on the Wall: Invitation to Beauty (1961),
- Gayelord Hauser's Treasury of Secrets (1963).